# Carl Janssen
Carl Emil Janssen (20. december 1813 – 9. april 1884) var præst og seminarieforstander i Nuuk. Han har udgivet "En Grønlandspræsts optegnelser 1844-49" udgivet 1869. I bogen beskrives grønlænderne i Nuuk som et folk uden kultur til forskel fra andre grønlændere i andre bygder på den tid. Hans kone Louise Janssen (født Luplau) har også udgivet dagbøger, fra deres ophold på Grønland, om blandt andet julen.
Han var far til kunstmaleren Luplau Janssen og den dansk-franske operasangerinde Louise Janssen (egentlig Louise Amalie Janssen) (1863-1938).

## Eksterne kilder og henvisninger
- Carl Janssen på gravsted.dk

1. ↑  Uddrag af En dansk families jul i Grønland i midten af 1800-tallet; Uddrag af Louise Janssens dagbøger fra Julianehåb 1851 og 1852 og fra Godthåb 1854.

- Kultursammenstød og mentalitet, om Carl Emil Janssens optegnelser 1844-49, af ph.d.stipendiat Thomas Lyngby ved Historisk Afdeling på Københavns Universitet.